# عرب الفقراء (حيفا)

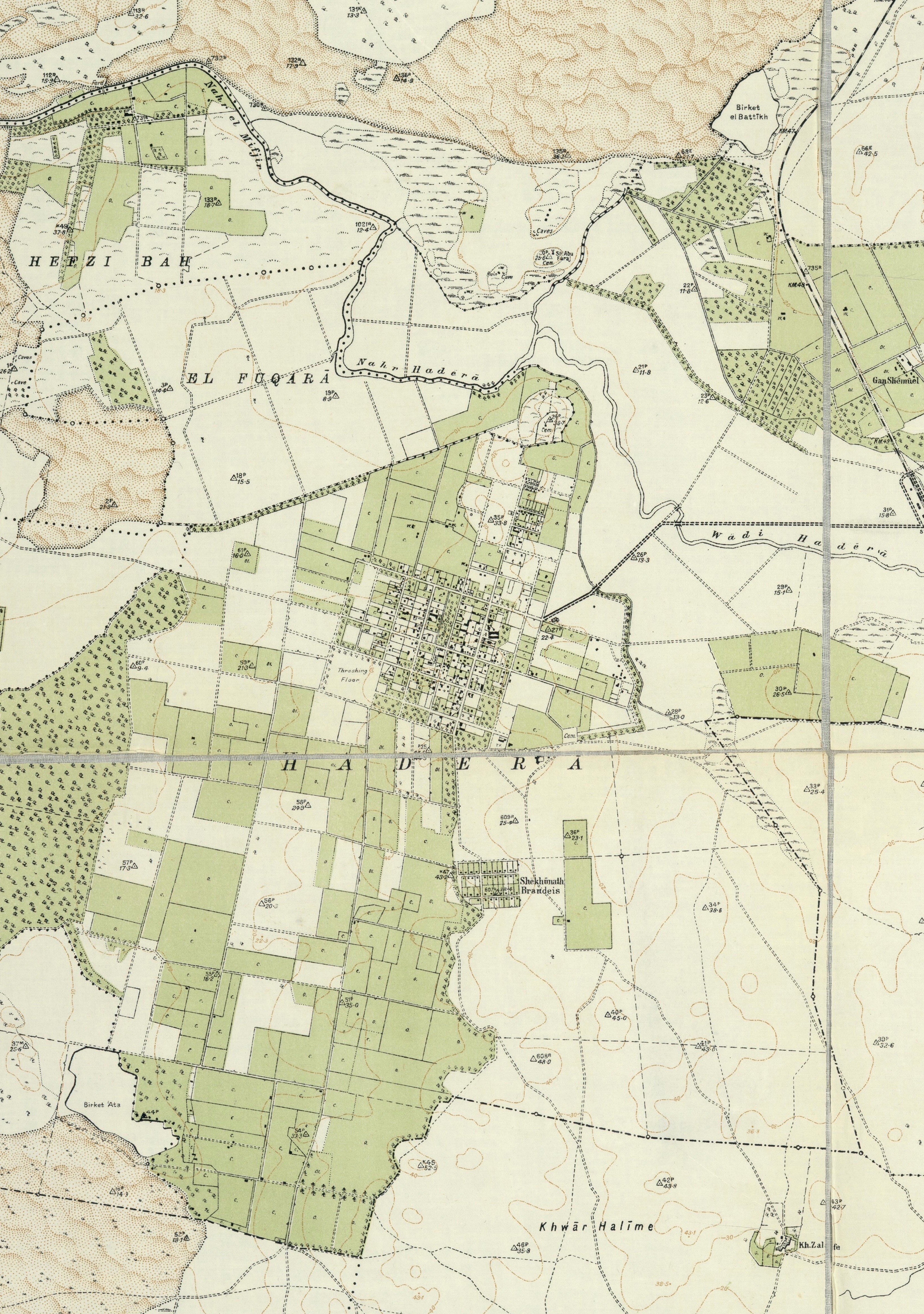
عرب الفقراء

عرب الفقراء هي قرية فلسطينية مدمرة كانت تابعة لقضاء حيفا قبل الاحتلال الإسرائيلي. طرد منها سكانها أثناء حرب سنة 1948 في يوم 10 أبريل 1948.

## عن القرية
القرية مبنية على تلة رملية مستوية من السهل الساحلي، قريبة من طريق فرعية كانت تصلها بالطريق الساحلي العام من الجهة الشرقية، من جنوب وادي مفجر شمالي مستوطنة الخضيرة التي أقيمت عام 1890، وكانت المستنقعات تعيق توسّع القرية وكذلك، توسّعت مستوطنة الخصيرة وابتلعت مستوطنة الخضيرة منطقة عرب الفقراء، الذي يعود أصول السكّان فيها لبطون قبيلة البلاونة البدوية.
أقام عرب الفقراء غربي الشيخ حلو. بلغ عددهم إلى 310 نسمة عام 1945.

## القرية اليوم
لم يبق من معالم القرية عين ولا اثر. و ينمو بعض أشجار الكينا في موقع القرية.

## المغتصبات الصهيونية على اراضي القرية
يحتل بعض الأحياء الشمالية الغربية من مستعمرة حديرا الموقع. ومن جملة هذه الأحياء ضاحية صغيرة تعرف باسم نفي حييم.

## هوامش
1. 1 2  Morris, 2004, p. xviii, village #180. Also gives cause of depopulation
2. ↑  "نبذة تاريخية عن عرب الفقراء/الشيخ حلو-حيفا من كتاب لكي لا ننسى لوليد الخالدي- فلسطين في الذاكرة". www.palestineremembered.com. مؤرشف من الأصل في 2019-12-08. اطلع عليه بتاريخ 2019-12-08.
3. ↑  "الشيخ حلو (قرية) / الموسوعة الفلسطينية". مؤرشف من الأصل في 2021-06-03. اطلع عليه بتاريخ 2021-06-03.
4. ↑  Zochrot. "عرب الفقراء". zochrot.org (بالإنجليزية). Archived from the original on 2019-12-08. Retrieved 2019-12-08.